# 沙河 (深圳)
沙河，又称『大沙河』，是广东省深圳市的一条河流，发源于羊台山，全长13.7km，由深圳湾入海，自北向南纵贯深圳南山区，也被称为南山区的『母亲河』。

## 水文地理
- 上游长岭陂水库
- 上游西丽水库
- 流经西丽南支路

## 历史
随着1990年代中国改革开放的进行，深圳作为典型代表进入了黄金发展时期，随着工业、商业的高速发展，环境治理一度滞后，生活污水、工业废水、垃圾滲滤水平快速升高，中下游共计56个排污口，污水量10.61万m³/日，生态系统破坏严重，进入21世纪后，沙河流域的环境治理被当地政府提上议程。
2019年，经历过数年的治理和建设后，大沙河生态长廊开始逐步对市民开放，并成为深圳一处新的城市景观。